# Flancourt-Catelon
Flancourt-Catelon település Franciaországban, Eure megyében. Lakosainak száma 497 fő (2018. január 1.). Flancourt-Catelon Bouquetot, Bourg-Achard, Épreville-en-Roumois, Illeville-sur-Montfort és Rougemontiers községekkel határos.

## Népesség
A település népességének változása:
| Lakosok száma | 271  | 235  | 267  | 286  | 368  | 462  | 482  | 484  | 486  | 497  |
|               | 1962 | 1968 | 1982 | 1990 | 1999 | 2008 | 2011 | 2013 | 2017 | 2018 |